# Oxalis elegans
Oxalis elegans är en harsyreväxtart som beskrevs av Carl Sigismund Kunth. Oxalis elegans ingår i släktet oxalisar, och familjen harsyreväxter. Inga underarter finns listade i Catalogue of Life.